# Felipe de Jesús Munárriz
Beato Felipe de Jesús Munárriz Azcona (Allo, 4 de febrero de 1875-Barbastro, 2 de agosto de 1936) fue un sacerdote claretiano español, asesinado durante la Guerra Civil de España en 1936. Es considerado mártir y venerado como beato en la Iglesia católica.

## Biografía
Felipe Muznárriz Azcona nació el 4 de febrero de 1875 en la localidad de Allo, provincia de Navarra (España), en el seno de una familia creyente. De siete hermanos, tres fueron claretianos. Ingresó a la Congregación de los Misioneros Hijos del Inmaculado Corazón de María en el seminario de Barbastro. Profesó sus votos el 16 de julio de 1891 en Cervera. Realizó sus estudios eclesiásticos en la misma ciudad y luego en Santo Domingo de la Calzada. En esta última fue ordenado sacerdote. En su congregación se desempeñó especialmente como formador, por ello fue destinado a las casas de formación de Cervera, Barbastro y Alagón. Fue también superior de las comunidades claretianas de Barcelona, Cartagena, Zaragoza y Barbastro.
Felipe de Jesús se encontraba dirigiendo la casa de Barbastro cuando estalló la guerra civil. En 1936, junto a los miembros de la comunidad, en su mayoría jóvenes en formación, fueron arrestados por su condición de religiosos. El superior fue separado del grupo y llevado a la cárcel del pueblo. El 2 de agosto de ese mismo año fue fusilado en el cementerio, junto a otros 19 sacerdotes y seglares católicos, entre los que se encontraban también otros dos claretianos. Sus cuerpos fueron tirados en una fosa común.

## Culto
Luego del reconocimiento de los cuerpos encontrados en la fosa común en donde habían sido echados los religiosos, se logró identificar el de cada uno, exhumados, se trasladaron a la capilla del Sagrado Corazón de María de Barbastro. La fama de santidad de Felipe de Jesús va unida a aquella de toda la comunidad de Barbastro, en total unos 51 religiosos asesinados por odio a la fe católica. Todo el grupo, del cual es cabeza Felipe de Jesús Munárriz, fue beatificado por el papa Juan Pablo II el 25 de octubre de 1992. Su fiesta se celebra el 13 de agosto, aunque recorre su memoria igualmente el 6 de noviembre junto a todos los santos y beatos mártires de España del siglo XX.
Las reliquias de Felipe de Jesús se veneran en el mausoleo de los Mártires de Barbastro de la casa de la comunidad claretiana de Barbastro. Cada uno en su propia urna. Son venerados en especial modo por los miembros de la congregación claretiana. Aunque su fama se ha extendido gracias a la película Un Dios Prohibido, dirigida por Pablo Moreno, basada en el martirio de los claretianos de Barbastro. En dicha producción cinematográfica, el papel de Munárriz lo hace el actor Julio Alonso.